# 필로덴드론족
필로덴드론족(Philodendron族, 학명: Philodendreae 필로덴드레아이[*])은 천남성아과의 족이다.

## 하위 분류
- 필로덴드론속(Philodendron Schott)
- Thaumatophyllum Schott